# (31068) 1996 TT54
(31068) 1996 TT54 est un astéroïde de la ceinture principale d'astéroïdes découvert en 1996.

## Description
(31068) 1996 TT54 a été découvert le 9 octobre 1996 à la station de Xinglong, dans la province chinoise d'Hebei (Chine), par le Beijing Schmidt CCD Asteroid Program.

### Caractéristiques orbitales
L'orbite de cet astéroïde est caractérisée par un demi-grand axe de 2,61 ua, un périhélie de 2,52 ua, une excentricité de 0,03 et une inclinaison de 22,32° par rapport à l'écliptique. Du fait de ces caractéristiques, à savoir un demi-grand axe compris entre 2 et 3,2 ua et un périhélie supérieur à 1,666 ua, il est classé, selon la JPL Small-Body Database, comme objet de la ceinture principale d'astéroïdes.

### Caractéristiques physiques
(31068) 1996 TT54 a une magnitude absolue (H) de 13,4 et un albédo estimé à 0,059.